# Spirobolellus chrysogrammus
Spirobolellus chrysogrammus är en mångfotingart som beskrevs av Pocock 1894. Spirobolellus chrysogrammus ingår i släktet Spirobolellus och familjen slitsdubbelfotingar. Inga underarter finns listade i Catalogue of Life.